# Dave Smith (Komponist)
Dave Smith (* 19. August 1949 in Salisbury) ist ein britischer Komponist,  Pianist und Dirigent.

## Leben
Smith unterrichtete am Magdalene College in Cambridge Musik, von 1973 bis 1984 am Kingsway-Princeton College und von 1980 bis 1997 an der De Montfort University in Leicester. Später unterrichtete er an der University of Hertfordshire.
Er trat unter anderem mit dem Scratch Orchestra auf. Seit dessen Gründung war er auch ein Mitglied des Gavin Bryars Ensembles. Er trat als Pianist, Blechbläser, Drummer und Dirigent auf. Unter anderem spielte er mit Gruppen, die sich auf die Gamelan-Musik Javas und albanische Volksmusik spezialisiert hatten. Er arrangierte zahlreiche Stücke anderer Komponisten für Aufführungen. Zu seinen eigenen Kompositionen gehören mehrere Klavierkonzerte.